# Districtul Sigmaringen
Sigmaringen este un district rural (în germană: Landkreis) din landul Baden-Württemberg, Germania. Își are reședința în orașul Sigmaringen.

## Orașe și comune
|  | Orașe 1. Bad Saulgau 2. Gammertingen 3. Hettingen 4. Mengen 5. Meßkirch 6. Pfullendorf 7. Scheer 8. Sigmaringen 9. Veringenstadt Comune 1. Beuron 2. Bingen 3. Herbertingen 4. Herdwangen-Schönach 5. Hohentengen 6. Illmensee 7. Inzigkofen 8. Krauchenwies 9. Leibertingen 10. Neufra 11. Ostrach 12. Sauldorf 13. Schwenningen 14. Sigmaringendorf 15. Stetten am kalten Markt 16. Wald |